# Pn11
Pn11 – polskie oznaczenie parowozu pospiesznego austriackiej serii kkStB 210. W latach 1908–1910 w austriackich fabrykach zbudowano 11 sztuk, z czego dziewięć trafiło w okresie międzywojennym do Polski. Dalszym rozwinięciem był parowóz serii 310 (Pn12).

## Historia
Lokomotywa serii 210 była zaprojektowana przez wybitnego austriackiego konstruktora Karla Gölsdorfa w odpowiedzi na zapotrzebowanie Cesarsko-Królewskich Kolei Państwowych (kkStB) na nową silną lokomotywę. Założeniem była możliwość prowadzenia pociągu o masie 400 ton na wzniesieniu 10‰ z prędkością 60 km/h. Wraz ze stanowiącą jej ulepszenie serią 310, uważana jest za szczytowe osiągnięcie austriackiej szkoły budowy parowozów. Konstrukcję parowozu zdeterminowały specyficzne wymagania kolei austro-węgierskich: wytrzymałość szyn ograniczała nacisk osi do 14,5 t, a z kolei mało kaloryczny dostępny węgiel wymuszał zastosowanie szerokiego paleniska o dużej powierzchni. Chęć budowy parowozu pospiesznego dostosowanego do pracy na liniach o zróżnicowanym profilu wymuszała zastosowanie trzech osi wiązanych o dużych średnicach kół. Rozwiązaniem stało się zastosowanie dla nowego parowozu nietypowego i niestosowanego szerzej odwróconego układu osi 2-3-1 (2’C1’) Pacific, tworzącego układ 1-3-2 (1’C2’), nazwany Adriatic, w którym duże palenisko znajdowało się za kołami wiązanymi, podtrzymywane przez dwuosiowy wózek dla utrzymania dopuszczalnego nacisku na oś. Pojedyncza przednia oś toczna zapewniała wystarczająco dobre prowadzenie w torze przy prędkości konstrukcyjnej 100 km/h. Drugim elementem wyróżniającym konstrukcję był wybrany w celu równomiernego obciążenia osi i maksymalizacji przestrzeni parowej nieforemny kocioł, ze środkowym dzwonem walczaka w formie stożka, zastosowany już we wcześniejszej towarowej serii 280. Ze względów oszczędnościowych nie zdecydowano się jednak na zastosowanie nowoczesnego rozwiązania zwiększającego wydajność w postaci przegrzewacza pary.
Prace nad projektem rozpoczęły się w 1906 roku, a w 1908 roku zbudowano prototyp w zakładach we Florisdorfie. Następnie w 1910 roku zbudowano 10 parowozów seryjnych, po pięć we Floridsdorfie i BMF, po czym w produkcji zastąpiła ją ulepszona seria 310 z przegrzewaczem. Lokomotywy seryjne różniły się od prototypu nr 210.01 większym czteroosiowym tendrem serii 86 zamiast trzyosiowego serii 56.

## Eksploatacja
Parowozy serii 210 weszły do eksploatacji na Cesarsko-Królewskich Kolejach Państwowych (kkStB), obsługując główne połączenia pospieszne z Wiednia do Pragi i do Krakowa. W 1914 roku stacjonowały w lokomotywowniach we Lwowie, Wiedniu i Nuslach (Pradze).
Dwa parowozy (210.01 i 10) zostały zdobyte przez Rosję we Lwowie na początku I wojny światowej we wrześniu 1914 roku i przydzielono im oznaczenia serii J (Й) Kolei Władykaukaskiej, ale nie wiadomo, czy zostały  przestawione na szeroki tor i jaki był ich dalszy los. Reszta przetrwała wojnę, po której wszystkie pozostałe dziewięć sztuk znalazło się na terenie Polski. 
W 1922 roku wszystkie pozostające parowozy serii 210 zostały oficjalnie przyznane Polsce w ramach podziału kolei Austro-Węgier, po czym oznaczono je serią PKP Pn11 i numerami inwentarzowymi od Pn11-1 do Pn11-9. Służyły do prowadzenia pociągów pospiesznych na południu Polski. Przydzielono je do parowozowni w Rzeszowie (DOKP w Krakowie), a pod koniec lat 30. trzy sztuki przeniesiono do dyrekcji kolei we Lwowie i ostatecznie w Radomiu, z miejscem stacjonowania w Kowlu. W Polsce rekonstruowano je z zastosowaniem przegrzewaczy.
Po ataku na Polskę podczas II wojny światowej trzy parowozy Pn11 zostały zdobyte przez Niemcy, a po 17 września 1939 roku sześć pozostałych parowozów przejął Ludowy Komisariat Transportu (NKPS) ZSRR. Otrzymały oznaczenie Пн11. Nie zostały przekute na szeroki tor i pozostawały odstawione w rejonie Kowla. Po ataku III Rzeszy na ZSRR w czerwcu 1941 siły niemieckie zdobyły także cztery parowozy Pn11. W Niemczech przemianowano je na serię (Baureihe) 16.05. Trzy pierwsze otrzymały numery inwentarzowe od  16 051 do 16 053 i były używane na terenie Austrii; trzy dalsze dopiero w 1944 roku zostały ewakuowane ze Stanisławowa na zachód i otrzymały kolejne numery, ale faktycznie pozostawiono na nich stare oznaczenia, a Pn12-7 pozostała nieprzenumerowana.
Po II wojnie światowej rewindykowano z Czechosłowacji, Austrii i Niemiec sześć parowozów Pn-11, które otrzymały odmienne niż w dwudziestoleciu międzywojennym numery inwentarzowe (w zakresie Pn11-1 do Pn11-6). Przydzielono je do DOKP w Szczecinie, ale nie podjęto ich naprawy i skreślono w 1950 roku. 
Ponadto, trzy egzemplarze podobnych parowozów Pn12 zostały błędnie przypisane do serii Pn11 po II wojnie światowej, jako Pn11-7 do Pn11-9, i również zostały skreślone w 1950 roku.
Egzemplarz kkStB 210.05, czyli PKP Pn11-4, pozostał w ZSRR jako Пн11-4.